# Chiesa di San Jacopo a Lupeta
La chiesa di San Jacopo è un'antica abbazia romanica che si trova in località Lupeta nel comune di Vicopisano.

## Storia
Citata dal 757, in origine la chiesa era intitolata a San Mamiliano vescovo, come riporta l'iscrizione sull'architrave del portale principale. Nel XII secolo è citata come prioria, ma aveva anche un monastero annesso, abitato inizialmente da monache (periodo imprecisato) e successivamente da Eremitani di Sant'Agostino, che vi soggionrarono fino al 1294, allorché si trasferirono nella chiesa di San Nicola a Pisa.
Fu intitolata a San Jacopo nella prima metà del Quattrocento. Poco tempo dopo cominciò a decadere a causa delle continue scorrerie e della situazione insicura della zona, causate dalle guerre tra Pisa e Firenze. Agli inizi del XVI secolo passò in gestione ai Canonici di Pescia. Nel 1867 i resti dell’antico monastero vennero trasformati in una grande casa colonica, poi villa residenziale di proprietà privata ed oggi demanio dello stato.

## Descrizione
Lo stile architettonico e decorativo degli esterni e il materiale da costruzione fanno protendere per una periodo di costruzione tra la fine dell'XI secolo e tutto il XII secolo. Elementi del romanico pisano nella sua fase Buschetiana sono la pietra verrucana e il calcare ben squadrati come materiale da costruzione, il portale architravato con lunetta, le lesene, la cornice orizzontale marcapiano, la bifora, le losanghe e l'oculo centrale. È stato proposto che questi ultimi tre elementi siano aggiunte del XII secolo, su un'impostazione di fine XI secolo.
A datazione altomedievale (VIII-X secolo) rimanda il bassorilievo con tre figure riutilizzato nella facciata attuale a destra della bifora e raffigurante Daniele (al centro), Giobbe o il re-giudice di Daniele (a sinistra) e il profeta Abacuc (a destra). Anche l'architrave decorato a spirali e foglie linguate è probabilmente di reimpiego.
Il campanile, un tempo poderoso, fu sbassato a causa degli eventi bellici della seconda guerra mondiale (1944).
L'interno con aula unica, breve transetto e privo di abside (cosiddetta croce egizia o tau è voltato a capriate lignee). Si trovano tracce di affreschi trecenteschi con i Santi Mamiliano, Girolamo e Giovanni Battista.